# Horticulture Building
L'Horticulture Building – ou Old Horticulture – est un bâtiment universitaire situé sur le campus de l'université d'État du Dakota du Sud à Brookings, dans le Dakota du Sud, aux États-Unis. Construit en 1901, l'édifice accueille originellement la faculté d'horticulture et sert de base de départ, lors de ses voyages, à Niels Ebbesen Hansen. Il est inscrit au South Dakota State Register of Historic Places depuis 1981.